# Lơ xê mi cấp dòng tủy

Các loại tế bào mà từ đó AML phát sinh.

Lơ xê mi cấp dòng tủy (hay bệnh bạch cầu cấp dòng tủy, tiếng Anh: Acute myeloid leukemia, viết tắt AML) là một dạng ung thư mà ở đó các tế bào non dòng tủy biệt hóa bất thường, đôi khi biệt hóa kém, nhân rộng vô tính và thâm nhập tủy xương, máu, hay mô khác. Sự sinh sôi thừa thãi của các tế bào tủy chưa trưởng thành phá hỏng quá trình tạo máu bình thường, dẫn đến chảy máu, thiếu máu, và nhiễm trùng nặng. AML là loại lơ xê mi cấp phổ biến nhất ở người lớn, đặc biệt là người già 65 tuổi trở lên. Căn bệnh nhìn chung có tiên lượng xấu và độ tuổi là một yếu tố ảnh hưởng quan trọng. Tỷ lệ sống 5 năm ở trẻ em là 60%, người dưới 45 tuổi là <50% và người trên 60 tuổi là <10%.
Trong đa số trường hợp, AML tự phát sinh ở người khỏe mạnh mà không có nguyên nhân rõ ràng. Yếu tố nguy cơ phổ biến nhất được biết là từng tiếp xúc với hóa trị hay xạ trị, nhất là các chất alkyl hóa và chất ức chế topoisomerase II, dẫn đến AML liên quan trị liệu (t–AML) chiếm khoảng 10–20% tổng số ca AML. Các yếu tố môi trường như hóa chất và bức xạ ion hóa, hay lối sống như hút thuốc lá và béo phì cũng khiến rủi ro mắc bệnh gia tăng. Ở một số ít bệnh nhân, sự hình thành AML có liên quan đến những hội chứng thừa hưởng, gọi là AML gia đình. Người bị hội chứng Down có rủi ro mắc AML cao gấp 10 đến 20 lần, nhất là loại con bệnh bạch cầu nguyên bào nhân khổng lồ cấp tính (AMKL) và đóng vai trò là đột biến gen GATA1.
Khi các tế bào ung thư thâm nhập tủy xương, chúng gây nên những tình trạng khác mà bộc lộ triệu chứng. Cụ thể là dễ bầm tím và đốm máu do giảm tiểu cầu, nhiễm trùng thường xuyên do giảm bạch cầu trung tính, và xanh xao, mệt mỏi do thiếu máu. Một số biểu hiện lâm sàng của AML đòi hỏi cấp cứu, tiêu biểu là ứ đọng bạch cầu do tăng bạch cầu và bệnh đông máu thường liên hệ với bệnh bạch cầu tiền tủy bào cấp (APL). Những dị thường đông máu đặc biệt phổ biến và nghiêm trọng ở người mắc APL. Hiếm khi, AML gây ra sarcoma tủy với đặc điểm là một khối u gồm các nguyên bào tủy có thể ở mọi vị trí ngoài tủy, phổ biến là da, hạch bạch huyết, đường tiêu hóa, xương, mô mềm, tinh hoàn. Sarcoma tủy có thể là biểu hiện sớm đầu tiên và đôi khi là duy nhất của AML.
Chẩn đoán AML đòi hỏi xác định có 20% hoặc hơn nguyên bào tủy ở tủy xương hay máu ngoại vi qua đánh giá hình thái. AML là bệnh không đồng nhất về những khía cạnh sinh học hay lâm sàng và bệnh sinh của nó gắn với những sự chuyển đoạn nhiễm sắc thể lớn và đột biến gen. Bên cạnh tuổi tác như đã nêu thì kiểu dị thường phân tử hay nhiễm sắc thể cũng là chỉ báo tiên lượng quan trọng. Những biến đổi di truyền tế bào cấu thành yếu tố tiên lượng mạnh nhất và các ca bệnh có thể được xếp vào các nhóm dự báo thuận lợi, tầm trung, hay bất lợi chỉ dựa vào dữ liệu di truyền tế bào của họ; hỗ trợ thêm là những đột biến gen. Ví dụ như người có chuyển đoạn nhiễm sắc thể t(8;21), t(15;17) hay đảo đoạn inv(16) dễ có kết cục tốt; ngược lại kết cục xấu liên hệ với những kiểu nhân phức tạp, đơn thể, t(6;9), inv(3), hay đặc biệt là đột biến TP53.
Trong khâu điều trị, bước đầu cần làm là đánh giá xem bệnh nhân có phù hợp để áp dụng hóa trị tích cực hay không. Cytarabine cộng với anthracycline là liệu pháp bước đầu tiêu chuẩn cho người phù hợp trong vài chục năm. Khi bệnh tình đã thuyên giảm, cần có thêm biện pháp để ngăn chặn tái phát. Tình trạng tái phát rất phổ biến ở AML và là một thách thức lớn, đem đến tiên lượng xấu. Các chiến lược đối phó hậu thuyên giảm là hóa trị thông thường và cấy ghép tế bào tạo máu. Mặc dù vậy ở bệnh nhân tái phát, hóa trị củng cố thường kém hiệu quả còn cấy ghép tế bào tạo máu, dù là hy vọng chữa khỏi duy nhất, lại có nguy cơ tử vong cao và không nhiều người phù hợp để áp dụng. Với người không thích hợp cho hóa trị tích cực ban đầu, thường là người già có những bệnh đi kèm và thể trạng yếu, hướng điều trị là chăm sóc hỗ trợ tốt nhất kết hợp những liệu pháp kém tích cực hơn bao gồm cytarabine liều thấp và các chất giảm methyl hóa (azacitidine và decitabine); tuy nhiên nhìn chung kết cục là ảm đạm và thời gian sống trung vị chỉ tầm 5 đến 9 tháng.

### Sách
- Faderl, Stefan H.; Kantarjian, Hagop M.; Estey, Elihu, biên tập (2021). Acute Leukemias (ấn bản thứ 2). Springer Cham. doi:10.1007/978-3-030-53633-6. ISBN 978-3-030-53633-6.
- Cuker, Adam; Altman, Jessica K.; Gerds, Aaron T.; Ted, Wun, biên tập (2019). American Society of Hematology Self-Assessment Program (ấn bản thứ 7). American Society of Hematology. ISBN 978-0-9789212-4-8.